# 课堂及课业 (苹果)
课堂是由Apple Inc.开发的一款iPadOS应用，允许教师查看学生状况、远端控制学生屏幕以及向课堂上的学生传输文件。
此应用允许教师为学生線上授課、分配作业。

## 课业
课业是课堂的配套应用，于2018年3月苹果开展教育科技活动期间公开，并于2018年6月正式发布，此应用允许教师通过通过其ClassKit系统分发课件iBook、书籍、网页和作业（如Kahoot!测验），并设定截止日期，学生可以通过该应用程序提交作业，老师可批阅作业并提供反馈。
此应用程序还允许老师实时查看学生所使用iPhone或iPad的屏幕，以检查学生上課情形，同时ClassKit系统允许开发人员自定义作业，教师随后可以将这些自定义作业分配给学生。